# Luciano Anceschi
Luciano Anceschi (Milano, 20 febbraio 1911 – Bologna, 2 maggio 1995) è stato un filosofo e critico letterario italiano.

## Biografia
Allievo di Antonio Banfi, con il quale si laureò in Filosofia nel 1933, ricoprì l'insegnamento di Estetica nella Facoltà di Lettere e filosofia presso l'Università di Bologna dal 1952 al 1981. L'interesse per la letteratura e le arti figurative si accompagnò sempre a quello per la  filosofia moderna antidogmatica: dopo la pubblicazione della sua tesi di laurea Autonomia ed eteronomia dell'arte edita da Sansoni nel 1936, le sue ricerche sulle figure e i modelli letterari antidealistici trovarono voce negli interventi pubblicati su Orpheus dal 1932 e su Corrente di vita giovanile dagli anni 1938-1939, riviste da lui stesso promosse.
Sensibile ai nuovi orientamenti culturali, si schierò a favore  dell'Ermetismo e della Neoavanguardia, affiancando all'attività di teorico quella di critico militante: pubblicò i Saggi di poetica e poesia. Con una scheda sullo Swedenborg (1942) e curò le antologie Lirici nuovi (1943), Linea lombarda. Sei poeti (1952) e Lirica del Novecento (1953). Della voce Ermetismo fu autore nell'Enciclopedia del Novecento (1977). Concentratosi sui modelli culturali dimenticati dal Neoidealismo, si dedicò ai temi del Barocco, dando alle stampe nel 1953 Del Barocco e altre prove e nel 1960 Barocco e Novecento. Con alcune prospettive metodologiche.
Non abbandonò mai gli studi filosofici: del 1955 sono I presupposti storici e teorici dell'estetica kantiana, del 1956 D. Hume e i presupposti empirici dell'estetica kantiana, del 1967 Burke e l'estetica dell'empirismo inglese e del 1972 Da Bacone a Kant. Saggi di estetica. In particolare in Progetto di una sistematica dell'arte (1962) delineò una teoria estetica intesa come fenomenologia delle forme artistiche. Sui principi della fenomenologia critica basò tutte le successive ricerche.
Fondò nel 1956 la rivista Il Verri, di cui fu direttore, mentre diresse dal 1973 per Paravia la collana La tradizione del nuovo e, nell'ambito universitario, la rivista Studi di estetica, che raccoglieva i risultati delle ricerche filosofiche che egli condusse insieme con i suoi allievi. Per il suo impegno nel tener vivo il fermento culturale di questi anni, gli sarà assegnata a Mestre nel 1965 la prima edizione del prestigioso premio "Amelia" alla "tavola" di Dino Boscarato.
Nelle pubblicazioni degli anni Sessanta centrali sono i temi della poetica (Poetiche del Novecento in Italia, 1961, Le poetiche del Barocco, 1963) e delle istituzioni letterarie (Le istituzioni della poesia, 1968, Da Ungaretti a D'Annunzio, 1976, Che cosa è la poesia? 1986).
Tra gli scritti più recenti si ricordano Il caos, il metodo. Primi lineamenti di una nuova estetica fenomenologica (1981)  e Gli specchi della poesia. Riflessione, poesia, critica (1989). Nel 1992 ha ricevuto dall'Accademia dei Lincei il Premio Feltrinelli per la Critica letteraria.
Presidente dell'Ente bolognese manifestazioni artistiche, dell'Accademia delle Scienze e dell'Accademia Clementina di Bologna, socio corrispondente dell'Accademia nazionale dei Lincei di Roma, donò la sua biblioteca (circa 30.000 stampati) e il suo archivio personale (oltre 18.000 lettere e migliaia di autografi) al Comune di Bologna; sono attualmente conservati presso la Biblioteca Comunale dell'Archiginnasio.